# Naturschutzgebiet Kalkflachmoor und Mergelgruben bei Degtow
Das Naturschutzgebiet Kalkflachmoor und Mergelgruben bei Degtow ist ein rund 66 Hektar großes Naturschutzgebiet in Mecklenburg-Vorpommern unweit südöstlich der Stadt Grevesmühlen, nahe dem Ortsteil Degtow. Es wurde erstmals am 9. Mai 1994 ausgewiesen, damals mit einer Fläche von etwa 61 ha und dem Namen Kalkflachmoor und Tongruben bei Degtow. Mit Verordnung vom 6. Dezember 2012 wurde es erneut ausgewiesen, dabei erweitert und umbenannt. 
Teilflächen des Naturschutzgebiets liegen im FFH-Gebiet DE-2132-303 Stepenitz, Radegast- und Maurinetal mit Zuflüssen und im EU-Vogelschutzgebiet DE-2233-401 Stepenitz–Poischower Mühlenbach–Radegast–Maurine. Die entsprechenden Bereiche sind dadurch Teil des europäischen Schutzgebietsnetzes Natura 2000.

## Gebietsbeschreibung
Schutzziel ist die Erhaltung eines Kalk-Zwischenmoors und angrenzender Grünlandbereiche sowie versumpfender Mergelgruben.
Der Gebietszustand wird als gut eingeschätzt, da sich die ehemaligen Torfstiche ungestört entwickeln können. Die Schutzgebietsbetreuung erfolgt durch den Naturschutzbund Mecklenburg-Vorpommern. Die Feuchtwiesen werden regelmäßig gemäht, um den Orchideenbestand zu erhalten. Die Flächen sollen langfristig offen gehalten werden.
Das Gebiet kann auf öffentlichen Wegen betreten werden. Eine Informationstafel bei der alten Ziegelei gibt Detailinformationen.